# Sunbather
Sunbather — другий студійний альбом американського метал-гурту Deafheaven. Після випуску свого дебютного альбому, Roads to Judah, колектив із двох осіб, що складалався з Джорджа Кларка та Керрі Маккоя, почала працювати над Sunbather і записали його за кілька днів у січні 2013 року.

## Список композицій
| #     | Назва             | Тривалість |
| ----- | ----------------- | ---------- |
| 1.    | «Dream House»     | 9:15       |
| 2.    | «Irresistible»    | 3:13       |
| 3.    | «Sunbather»       | 10:17      |
| 4.    | «Please Remember» | 6:26       |
| 5.    | «Vertigo»         | 14:37      |
| 6.    | «Windows»         | 4:43       |
| 7.    | «The Pecan Tree»  | 11:27      |
| 59:58 |                   |            |

| Японський бонус трек | Японський бонус трек              | Японський бонус трек |
| #                    | Назва                             | Тривалість           |
| -------------------- | --------------------------------- | -------------------- |
| 8.                   | «Punk Rock / Cody» (кавер Mogwai) | 10:37                |

## Учасники запису
Deafheaven
- Джордж Кларк — вокал, піаніно
- Керрі МакКой — гітари, бас-гітара
- Деніел Трейсі — ударні

Запрошені музиканти
- Стефане «Neige» Паут (Alcest) — слова у «Please Remember»

Технічний персонал
- Deafheaven — продюсування
- Джек Ширлі — запис, продюсування, обробка, міксування, мастеринг

Художня робота та дизайн
- Райан Ейлсворт— фотографія
- Сара Мохр — модель
- Нік Стейнхардт (Touché Amoré) — дизайн обкладинки

## Чарти
| Чарт (2013)                           | Найвища позиція |
| ------------------------------------- | --------------- |
| США Billboard 200                     | 130             |
| США Independent Albums (Billboard)    | 23              |
| США Top Tastemaker Albums (Billboard) | 18              |
| США Top Hard Rock Albums (Billboard)  | 10              |
| США Top Rock Albums (Billboard)       | 40              |